# Octan wapnia
Octan wapnia, E263, (CH
3COO)
2Ca – organiczny związek chemiczny z grupy octanów, sól kwasu octowego i wapnia.
Octan wapnia otrzymywany jest w reakcjach węglanu wapnia bądź wodorotlenku wapnia z kwasem octowym:
2CH
3COOH + CaCO
3 → (CH
3COO)
2Ca + H
2O + CO
2↑
2CH
3COOH + Ca(OH)
2 → (CH
3COO)
2Ca + 2H
2O
Półprodukt techniczny otrzymany przez zobojętnienie wodorotlenkiem wapnia frakcji destylatu z suchej destylacji drewna zawierającej kwas octowy, nosi nazwę szare wapno. Wykorzystuje się je do przemysłowej produkcji kwasu octowego (po reakcji z kwasem siarkowym i destylacji).
Czysty octan wapnia stosowany jest jako środek konserwujący (konserwant) oraz utwardzacz tkanek roślinnych.